# Carepalxis montifera
Espèce
Carepalxis montifera est une espèce d'araignées aranéomorphes de la famille des Araneidae.

## Distribution
Cette espèce est endémique d'Australie. Elle se rencontre au Queensland, en Nouvelle-Galles du Sud, en Australie-Méridionale et en Australie-Occidentale.

## Description
La carapace de la femelle holotype mesure 4 mm et l'abdomen 6 mm.
La femelle décrite par Castanheira, Dimitrov, Baptista, Scharff et Framenau en 2025 mesure 7,5 mm, les femelles mesurent de 5,4 à 8,4 mm.

## Systématique et taxinomie
Cette espèce a été décrite par L. Koch en 1872.

## Publication originale
- L. Koch, 1872 : Die Arachniden Australiens. Nürnberg, vol. 1, p. 105-368 (texte intégral).